# 克萊納沙夫河

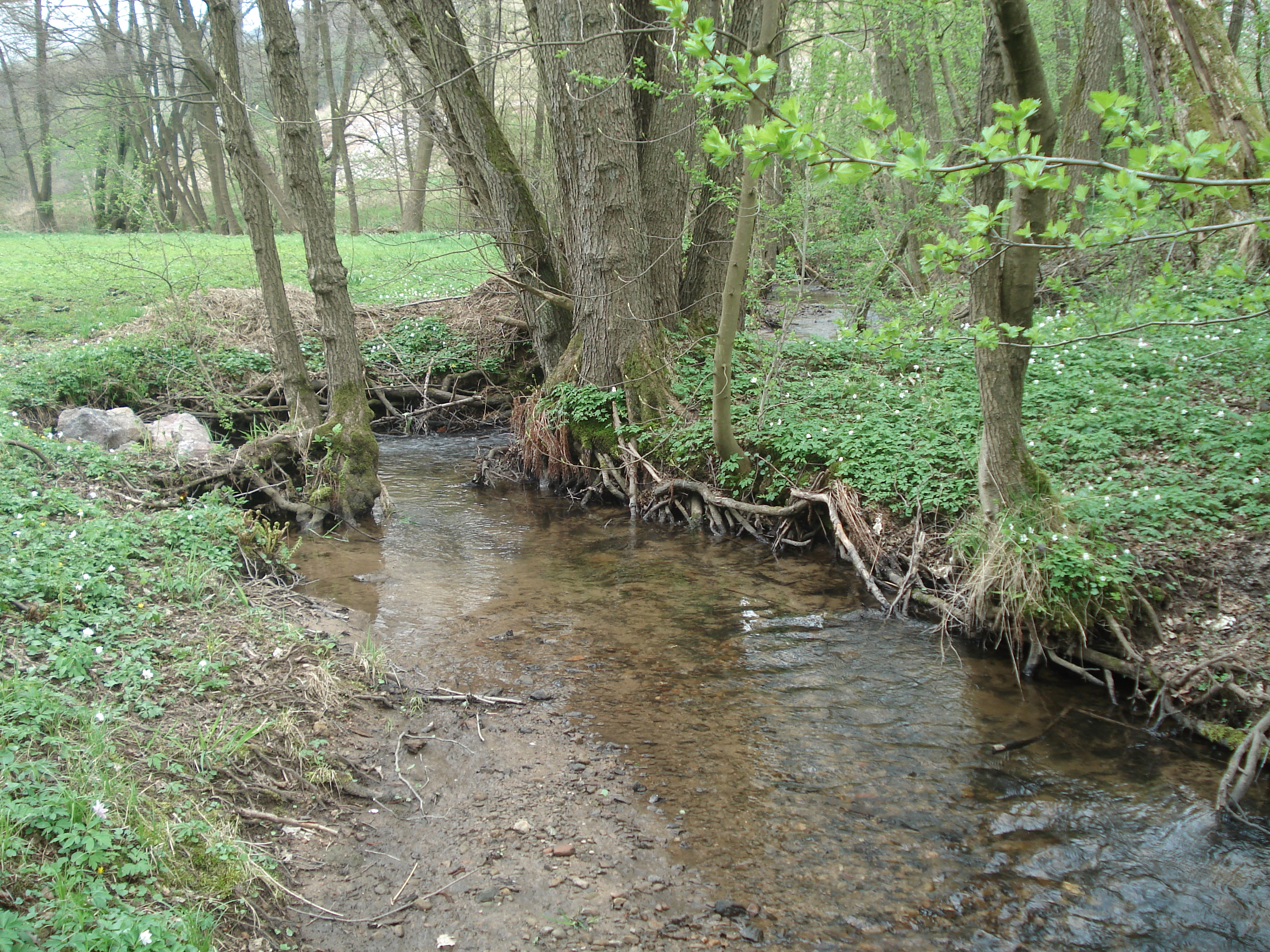

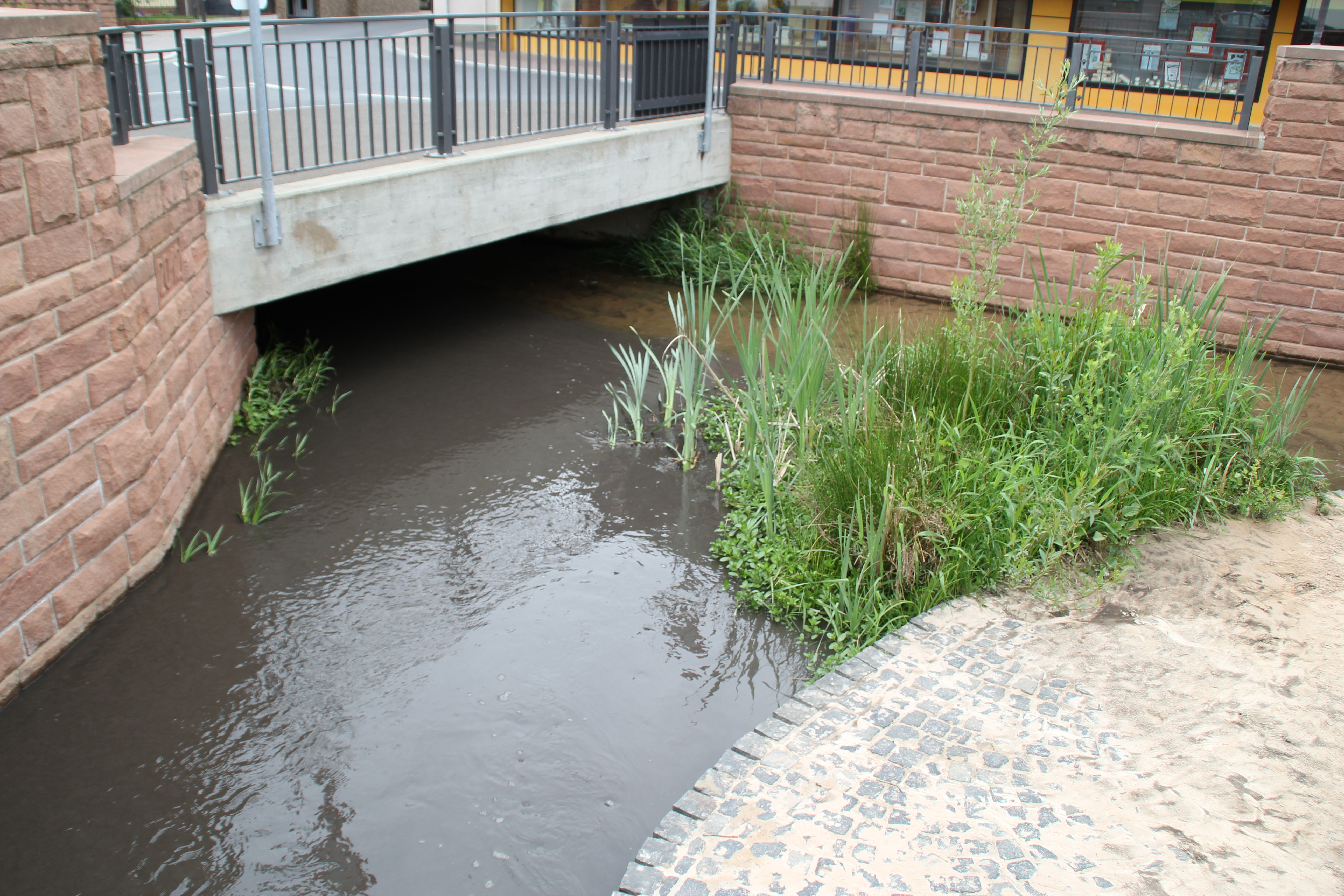

49°58′21″N 9°18′2″E / 49.97250°N 9.30056°E
克萊納沙夫河（德語：Kleinaschaff），是德國的河流，位於該國東南部，由巴伐利亞負責管轄，屬於阿沙夫河的左支流，河道全長4.4公里，流域面積7.9平方公里。